# Distrikt Acraquia
Der Distrikt Acraquia liegt in der Provinz Tayacaja in der Region Huancavelica im Südwesten von Zentral-Peru. Der Distrikt wurde am 9. September 1954 gegründet. Er besitzt eine Fläche von 108 km². Beim Zensus 2017 wurden 3717 Einwohner gezählt. Im Jahr 1993 lag die Einwohnerzahl bei 5248, im Jahr 2007 bei 5203. Sitz der Distriktverwaltung ist die 3287 m hoch gelegene Ortschaft Acraquia mit 948 Einwohnern (Stand 2017). Acraquia befindet sich knapp 4 km westsüdwestlich der Provinzhauptstadt Pampas.

## Geographische Lage
Der Distrikt Acraquia liegt am Westrand der peruanischen Zentralkordillere südwestzentral in der Provinz Tayacaja. Das Areal wird über den Río Upamayu nach Osten zum Río Mantaro entwässert.
Der Distrikt Acraquia grenzt im Westen an den Distrikt Acostambo, im Nordwesten an die Distrikte Pazos und Huaribamba sowie im Osten und im Süden an den Distrikt Ahuaycha.

## Ortschaften
Im Distrikt gibt es neben dem Hauptort folgende größere Ortschaften:
- Centro Union
- Dos de Mayo (267 Einwohner)
- Huasapuquio
- Pamuri (279 Einwohner)